# Gaudi (álbum)
Gaudi es el décimo y último álbum de estudio The Alan Parsons Project con el que finalizó su trayectoria musical como banda en activo. Publicado en 1987 por Arista Records se trata de un disco conceptual basado en la obra arquitectónica del arquitecto español Antonio Gaudí.
A pesar de su temática y su buena recepción generó cierta controversia por la inclusión de instrumentos poco frecuentes en la tradición cultural catalana como las castañuelas o la guitarra española.

## Producción
Durante una visita promocional previa Eric Woolfson recaló en Barcelona con un total desconocimiento sobre la figura y trabajo de Antonio Gaudí. Tras visitar La Sagrada Familia, obra inconclusa en la que Gaudí trabajó 40 años, decidió abordarlo como inspiración para su próximo álbum conceptual labor que le llevó varios años.
Con Gaudi finalizaba el contrato que The Alan Parsons Project mantenía con Arista y la elección del tema conllevó discrepancias con la discográfica que no veía con claridad el encaje entre un disco inspirado en Gaudí con la música rock. Posteriormente Woolfson y Parsons trabajarían en el proyecto con el que se deshizo el Project, Freudiana (1990) inspirado en los trabajos de Sigmund Freud, acreditado como el primer disco en solitario de Eric Woolfson.

## The Sicilian Defence, "el álbum maldito"
27 años después, en 2014, vería la luz un álbum adicional, considerado "maldito", de The Alan Parsons Project: The Sicilian Defence. Grabado durante tres días de 1979, en el marco de la renovación del contrato que el grupo mantenía con la discográfica y que permaneció archivado hasta ese momento, se incluyó en una compilación con todos los discos de estudio del grupo.

## Lista de canciones
1. «La Sagrada Familia» (Parsons - Woolfson) - Cantante: John Miles, coros de Eric Woolfson y Chris Rainbow - 8:50
2. «Too Late» (Parsons - Woolfson) - Cantante: Lenny Zakatek - 4:32
3. «Closer To Heaven» (Parsons - Woolfson) - Cantante: Eric Woolfson - 5:54
4. «Standing On Higher Ground» (Parsons - Woolfson) - Cantante: Geoff Barradale - 5:05
5. «Money Talks» (Parsons - Woolfson) - Cantante: John Miles - 4:27
6. «Inside Looking Out» - Woolfson) - Cantante: Eric Woolfson - 6:23
7. «Paseo De Gracia» (Parsons - Woolfson) - Instrumental - 3:50

## Músicos
- Eric Woolfson – piano, teclados, voz (canciones 3 y 6) y coros (canción 1)
- Alan Parsons – sintetizadores, programación e ingeniería de sonido
- Ian Bairnson – guitarra
- Laurence Cottle – bajo
- Stuart Elliott – batería
- Richard Cottle – sintetizadores y saxo
- John Miles – voz (canciones 1 y 5)
- Lenny Zakatek – voz (canción 2)
- Geoff Barradale – voz (canción 4)
- Chris Rainbow - coros (canción 1)
- Andrew Powell – arreglos orquestales
- John Heley – chelo
- David Cripp – director de cuarteto de viento
- Bob Howes – director de The English Chorale y timbal de concierto

## Enlaces
- Web oficial (en inglés)
- Página en Discogs
- Página oficial de The Alan Parsons Project

- Datos: Q938951